# 稲積荘
稲積荘（いなづみのしょう）は、甲斐国の荘園。現在の甲府市南部一帯に比定される。

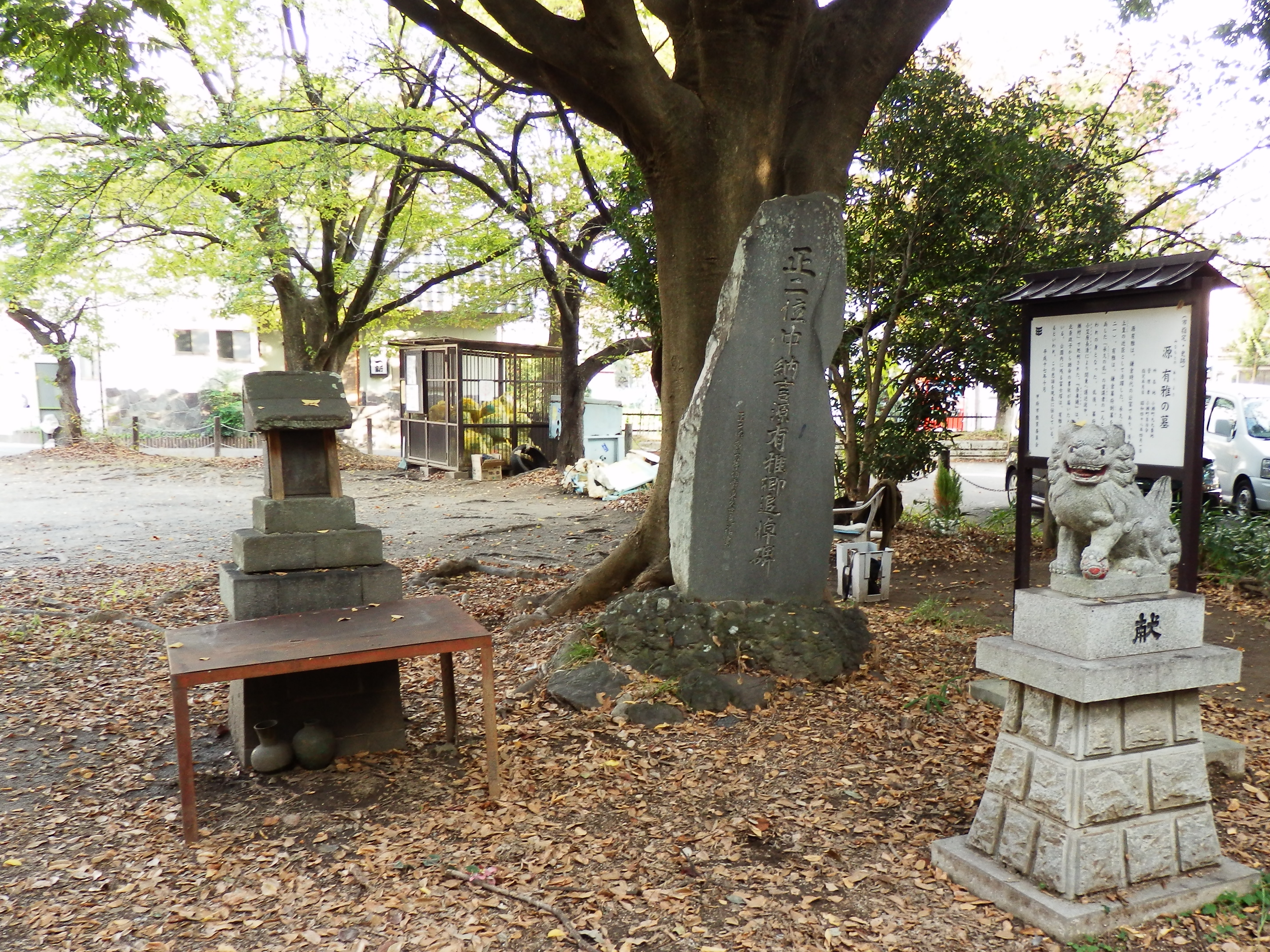
源有雅墓所

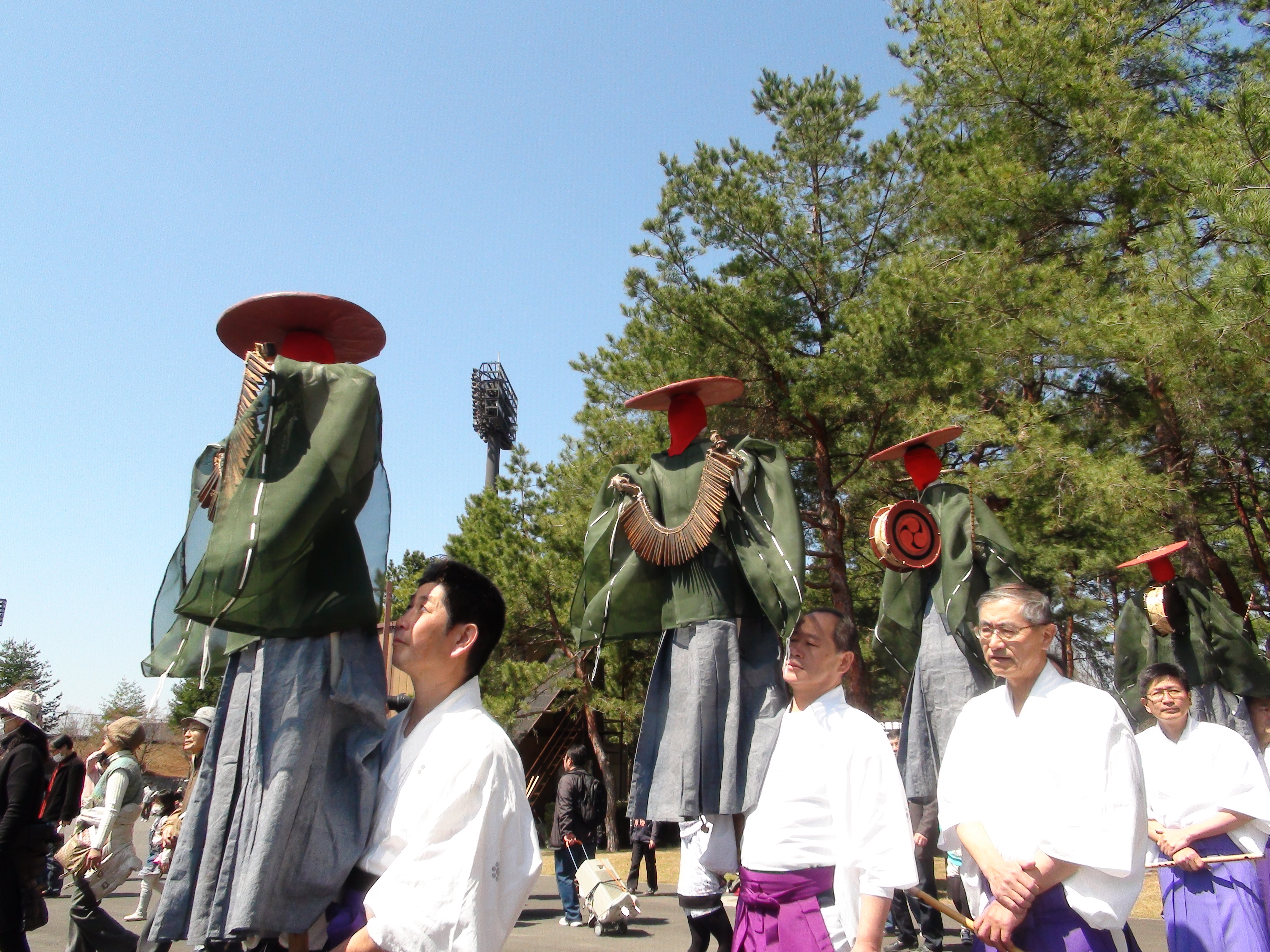
天津司舞

## 概要
『甲斐国志』に拠れば、荘域は甲府市南部の上条・中条・下條・石田・小瀬・小曲から西条（昭和町）・篠原（甲斐市）に至る一帯に比定される。
初見史料は鎌倉時代の承久の乱に関する『吾妻鏡』承久3年（1221年）7月29日条で、承久の乱では甲斐源氏の一族武田信光・小笠原長清が東山道軍に属して出陣しているが、長清は乱の平定後に京方の公卿源有雅（権中納言）を当荘へ連行し、小瀬村で処刑したという。現在の甲府市小瀬町には、『甲斐国志』巻四三に記される江戸時代に有雅の霊を祀って建てられたという富士塚が残されている。
『甲斐国志』に拠れば、甲府市小瀬町の諏訪神社は小笠原長清の居館跡と伝えられ、長清の父・加賀美遠光は建暦元年（1211年）に甲府市伊勢に遠光寺を創建しており、一帯は加賀美一族の拠点で、長清は当地の地頭であった可能性も考えられている。
立荘時期は不明だが、近接する一条小山の地は甲斐源氏の一・族一条忠頼が拠点としていることから平安時代後期にまでは遡られないと考えられている。網野善彦は荘名に嘉名が用いられていることから、古くから成立した地名が荘園化したものであると推測している。
弘安8年（1285年）4月28日には法金剛院の根本寺領として、加納とともに京都仁和寺の院家である仁和寺御室によって寄進されており（「仁和寺御室性仁親王令旨案」『法金剛院文書』）、それまでは仁和寺領であったと考えられている。『甲斐国志』巻四四に拠れば、国母号（甲府市古上条町）に所在していた法城寺（上条地蔵堂）は法金剛院の末寺で、本尊は「稲積国母地蔵（上条地蔵菩薩）」と呼ばれていたという。『甲陽軍鑑』によれば、太古に甲府盆地は湖であり、国母稲積地蔵の霊験により盆地南端の山が開かれ、湖水の水を富士川に流したとする甲斐国湖水伝承を記している。法城寺は戦国時代に甲府城下に移転され、現在は廃寺となっている。
永徳3年（1383年）に長清の子孫で信濃守護の小笠原長基が子の長秀に所領を譲った際に、当荘に含まれる石田郷・宮原村の地が含まれている。
正応4年（1291年）には地頭による年貢未進が問題となっており（同年8月21日「導御書状」『法金剛院文書』）、鎌倉幕府に訴訟がなされている。康応元年（1389年）にも同様の訴訟が出されているが未進が集結した様子は見られず、以降も法金剛院領として荘名は伝わるが、次第に実態を失っていったと考えられている。
在地史料としては至徳4年（1387年）の「塩山抜隊和尚語録」に稲積県居住の空山常恵居士の33回忌が行われた記事が記され、甲府市上曽根の日枝神社の応永6年（1399年）2月18日棟札にも当荘に在住する大工の存在が記されている。また、甲府市小瀬町の天津司神社には室町時代の田楽の系譜を引くといわれる天津司舞が伝来している。